# コマネシュティ
コマネシュティ（ルーマニア語: Comăneşti）は、ルーマニアのバカウ県にある町。人口2万6230人。チュク山地とタルカウ山地のあいだの谷あいに位置し、トロトゥシュ川が流れる。
町はポデイ (Podei) とヴェルメシュティ (Vermeşti) の二村の行政もカバーする。

## 歴史
ヴェルメシュティ村から新石器時代の遺物が見つかっており、この時代には人類が定住していたものと思われる。地名はかつてこの地方を治めていたクマン人にちなむ。コマネシュティに関する最古の記録は1657年のもので、1696年の「サンソンの地図」で初めて地図上に存在が確認できる。
18世紀後期から町はボヤール（貴族）のギカ家の所領となり、20世紀中葉まで地域におけるプレゼンスを保った。ギカ家の宮殿（現在は博物館）や博物館前の公園、駅はいずれも当時の所産である。
2004年から三年連続で、コマネシュティはトロトゥシュ川の大規模な氾濫に襲われた。

## 経済
コマネシュティの2003年の失業率は18.1%で、国内平均を大きく上回る。
大規模な炭田に位置するこの地域では、石油も若干産される。1989年に5000人の雇用を生んでいた炭田は2005年に稼働を終え、最後まで残っていた260人の工夫が職を失った。主要産業はほかに林業が挙げられるが、これも大規模な材木場や工場が閉鎖されたため現在は中小企業が主体である。
近年は工業や観光分野での投資が進みつつある。

## 出身者
- イオヌット・イフティモアイエ - キックボクサー